# Убеево
Убе́ево (чув. Упи) — село в Красноармейском районе Чувашской Республики.  

## География
Находится в северной части Чувашии, на расстоянии приблизительно 5 км на юг по прямой от районного центра села  Красноармейское на левом берегу реки Большой Цивиль.

## История
Известно с 1719 года, когда здесь (тогда деревня) было 11 дворов и 22 жителя мужского пола. В 1747 было отмечено 35 мужчин, в 1795 – 9 дворов, 88 жителей, в 1858 – 93 жителя, в 1906 – 46 дворов, 246 жителей, в 1926 – 64 двора, 333 жителя, в 1939 – 398 жителей, в 1979 – 370. В 2002 году было 100 дворов, в 2010 – 82  домохозяйства. В 1930 году был образован колхоз «Убе¬ево», в 2010 году действовало КФХ «Степанова». Имеется действующая церковь Рождества Богородицы (1831–1935, с 2001). До 2021 года являлось административным центром Убеевского сельского поселения до его упразднения.

## Население
Постоянное население составляло 308 человек (чуваши 94%) в 2002 году, 249 в 2010.